# 農業委員会等に関する法律
農業委員会等に関する法律（のうぎょういいんかいとうにかんするほうりつ、昭和26年3月31日法律第88号）は、農業委員会の組織、農業委員会ネットワーク機構の指定に関する日本の法律である。
農業生産力の増進および農業経営の合理化を図るため、農業委員会の組織および運営ならびに農業委員会ネットワーク機構の指定等について定め、もって農業の健全な発展に寄与することを目的としている。
この法律の改正を含む「農業協同組合法等の一部を改正する等の法律案」が第189回国会で可決・成立した。主な改正内容は、目的規定から「農民の地位の向上に寄与するため」を削除、農業委員会の業務に農地利用の最適化の促進に関する事務を新設、農業委員の公選制を廃止し、議会の同意による市町村長の任命制へ変更、建議の法定業務からの除外、農地利用最適化推進委員の新設、都道府県農業会議および全国農業会議所の農業委員会ネットワーク機構への移行である。施行日は2016年（平成28年）4月1日。

## 構成
- 第一章　総則（第一条・第二条）
- 第二章　農業委員会（第三条―第四十一条）
- 第三章 農業委員会ネットワーク機構（第四十二条―第五十四条）
- 第四章　罰則（第五十六条―第五十九条）
- 附則